# Костёл Пресвятой Девы Марии (Чаусы, 1913)
Костёл Пресвятой Девы Марии — бывший католический костёл в городе Чаусы Могилёвской области.

## История

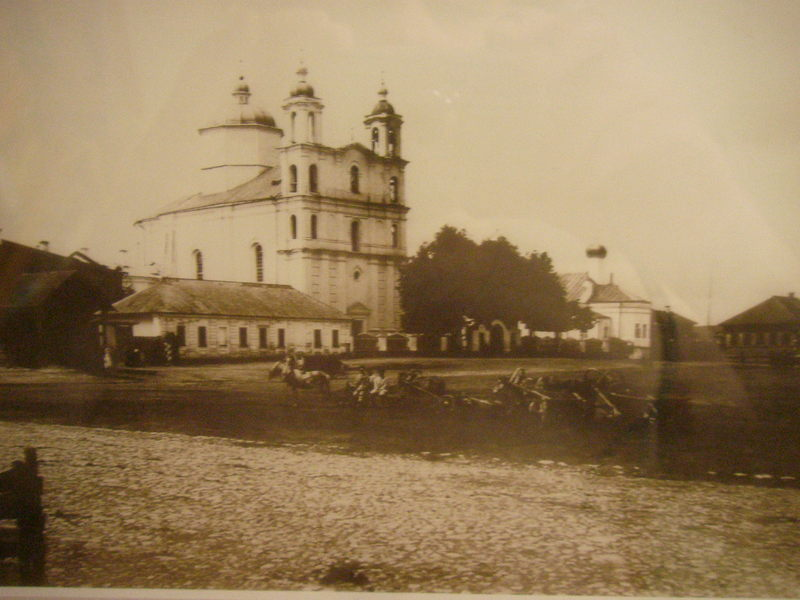
Рынок. Кармелитский костёл и монастырь, 1905 год

Католический приход существует с 1651 года. До 1832 года в Чаусах действовал монастырь кармелитов, но после польского восстания 1830—1831 годов отцы-кармелиты были изгнаны, и приход стал филиалом чериковского костёла. После восстания 1863—1864 годов костёл была закрыта и заброшена. В 1868 году здание церкви было передано в ведение православной церкви.
После указа царя Николая II «Об укреплении начал веротерпимости» в 1905 году жители Чаусы построили новый храм Девы Марии Королевы.
Новый костёл был построен в 1913 году. После Великой Отечественной войны, во время антирелигиозной кампании Хрущева, в конце 1950-х — начале 1960-х годов был разобран на кирпичи.